# カワノジャパン
株式会社カワノジャパン（KAWANO JAPAN）は、千葉県松戸市に本社を置く鞄の製造販売を行う会社である。カワノバッグ小売店の本拠地であり、バッグのメーカー、かつ、卸売りも行っている。

## 概要
かつてメーカーが業務の主であった株式会社カワノバッグは、世界各国に拠点を持っていたが、時代のニーズに合わせ小売主体の業務に転向。そのため各国が現地スタッフで独立。現在はカワノバッグ小売の拠点である。

## 沿革
- 1997年10月 - 小売店としてカワノバッグより独立。

## 経営店舗
- 松戸本店（カワノジャパン）
- 取手店（カワノバッグ）
- 我孫子店（カワノバッグ）
- 柏店（KBマイスター）
- 高根台店（カワノバッグ）
- 野田店（カワノバッグ）
- インターネット店（カワノバッグ）